# Клэр, Дик
Дик Клэр — американский продюсер, актёр и сценарист. Известен по таким шоу, как Mama’s Family, It’s a living и т. д. Также Клэр был одним из авторов сценария для сериала The Facts of Life. Являлся сторонником крионики.

## Биография
Родился в 1931 году 12-го ноября в Сан-Франциско. Служил в армии с 1955-го по 1957 год. Не был женат и не имел детей.
Участвовал в создании 25 фильмов. Был актёром в таких проектах, как «Ньюхарт», «Мэри Тейлор Мур», «Любовь по-американски» и т.д.

### Крионика
Активно изучал крионику и сотрудничал с такими компаниями как Alcor, спонсируя их. Он был постоянным участником собраний Alcor, был близким другом многих директоров, должностных лиц и членов этой компании. Клэр жертвовал деньги и в другие организации, поддерживающие исследования и разработки в данной области.
Был одним из инициатором создания Калифорнийского Общества Крионики в конце 1966 года.
Скончался 12-го декабря 1988 года в Лос-Анджелесе. Причиной смерти стали инфекции, связанные со СПИДом.
Диагноз был поставлен в 1986 году. Когда Клэр был госпитализирован в 1988-м, он захотел быть крионированным в компании Alcor. Больница, в которой он лечился отказалась сотрудничать с Alcor, отчасти из-за позиции, занятой Департаментом здравоохранения Калифорнии (DHS), что крионика является незаконной. Компания обошла это препятствие, и Клэр был крионирован.
Через 15 дней после смерти 27-го декабря в 19 часов 42 минуты дьюар с телом был полностью заполнен жидким азотом, и Клэр поступил на длительное хранение.